# MG Q-type
Pour les articles homonymes, voir MG.
La MG Q-type ou MG Q-type Midget ou MG QA est une voiture de sport de type cyclecar de compétition du constructeur automobile britannique MG, produite à 8 exemplaires en 1934. 

## Histoire
Environ 8 Q-Types furent construites par l'usine MG d'Abingdon-on-Thames à la fin de 1934, à des fins de compétition. 

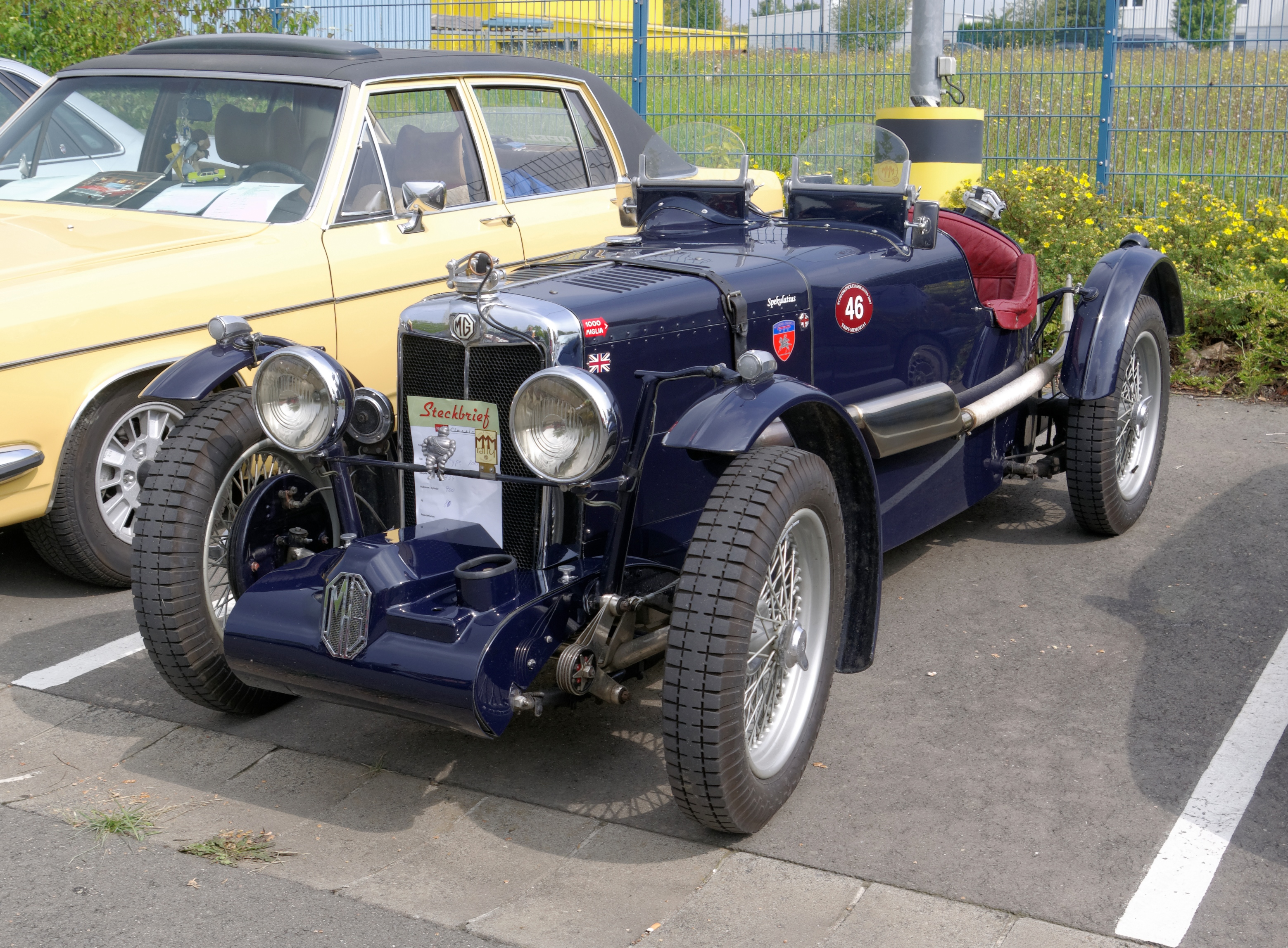
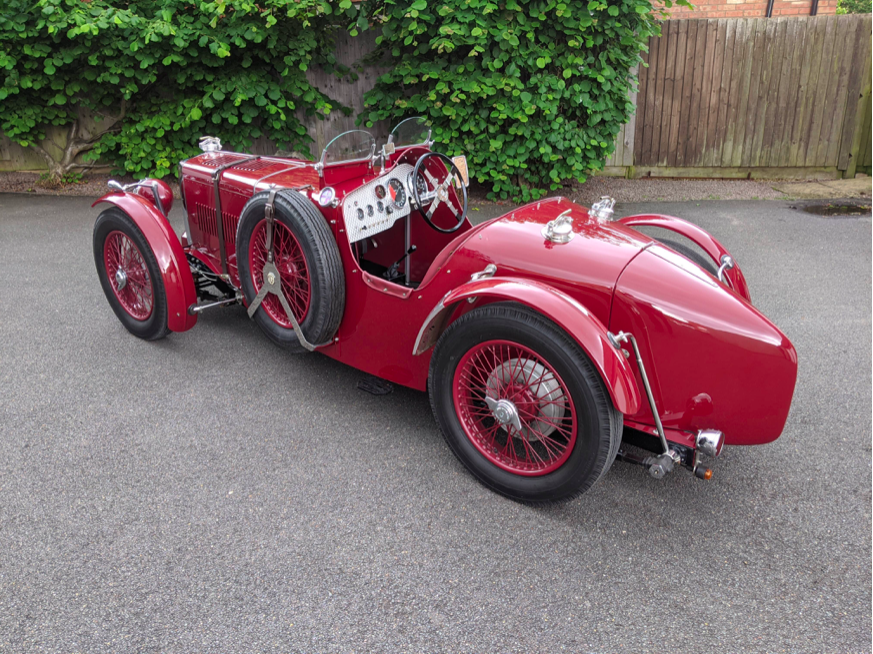
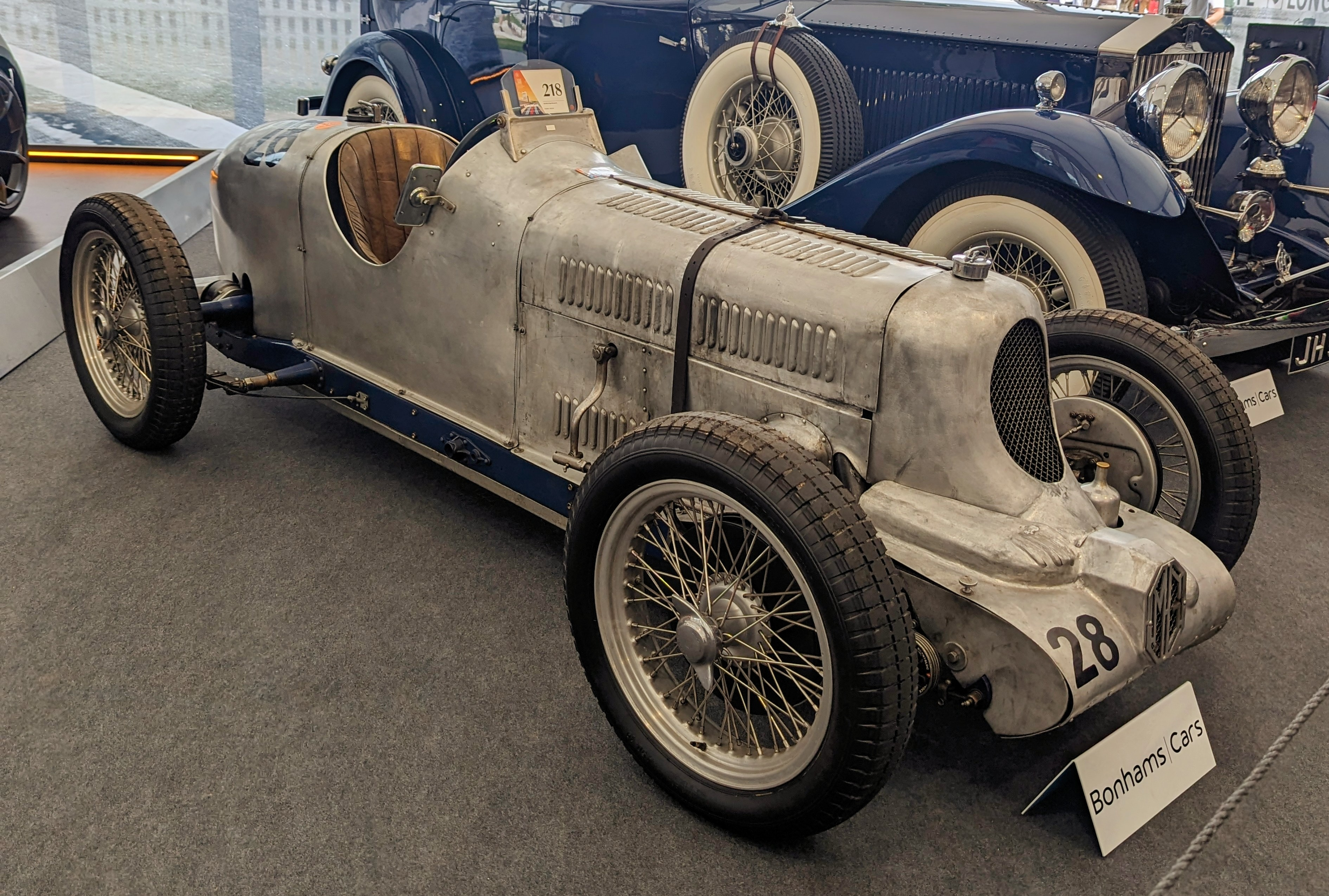

Le châssis est basé sur celui utilisé sur la MG K3 en plus étroit et utilisant les essieux de la type N. Le moteur utilise le bloc-cylindres de la type P mais avec un vilebrequin spécial pour amener la cylindrée à 746 cm3 par réduction de la course, qui passe de 83 à 71 mm. Un compresseur Zoller haute pression donnant 2,5 atmosphères (1,8 kg/cm3) permet au moteur de produire 113 ch (84 kW) à 7 200 tr/min. Une version sprint a également été faite, produisant 146 ch (109 kW), qui, à près de 200 ch par litre représentait la puissance moteur spécifique la plus élevée au monde à l'époque 

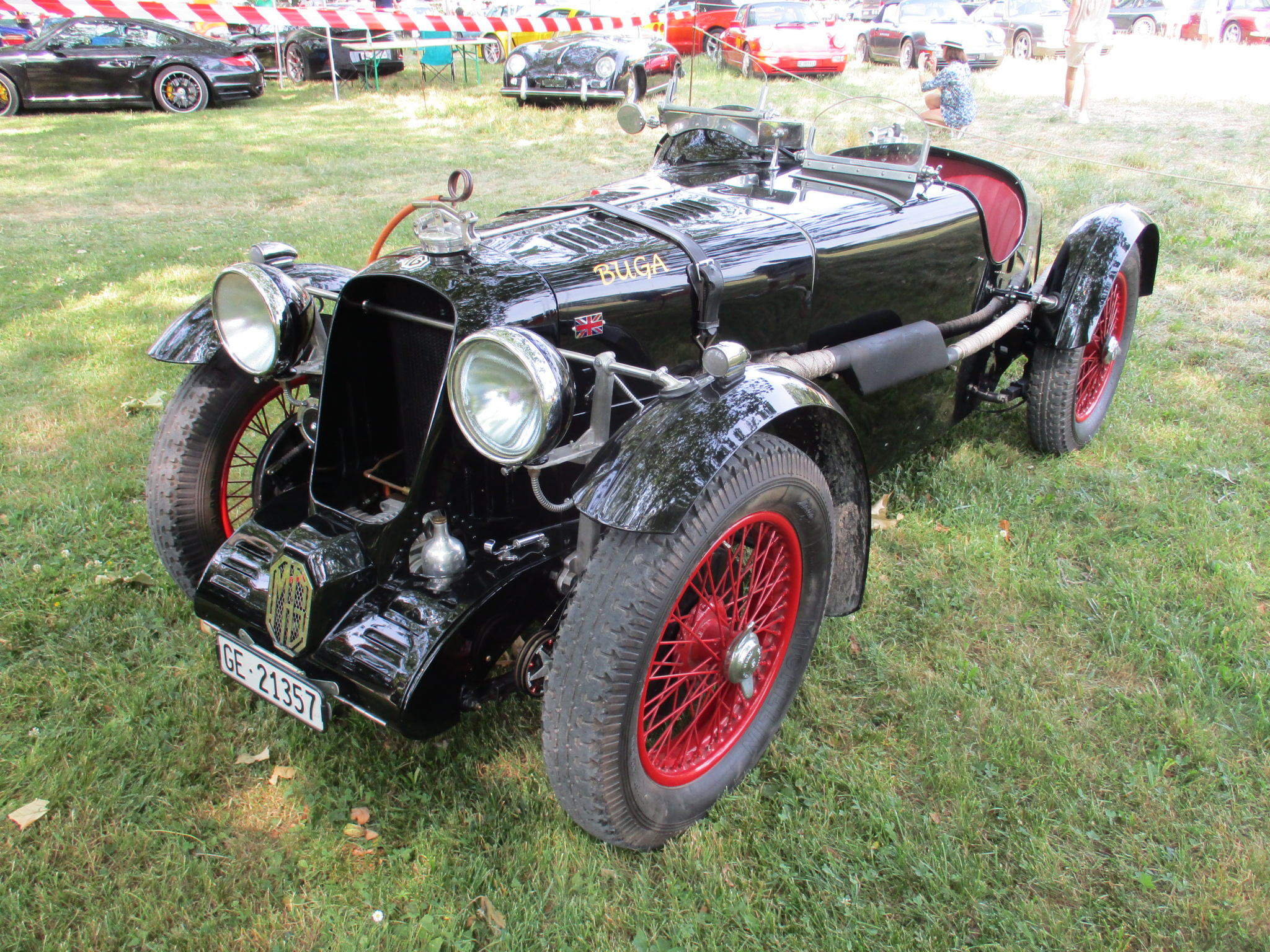
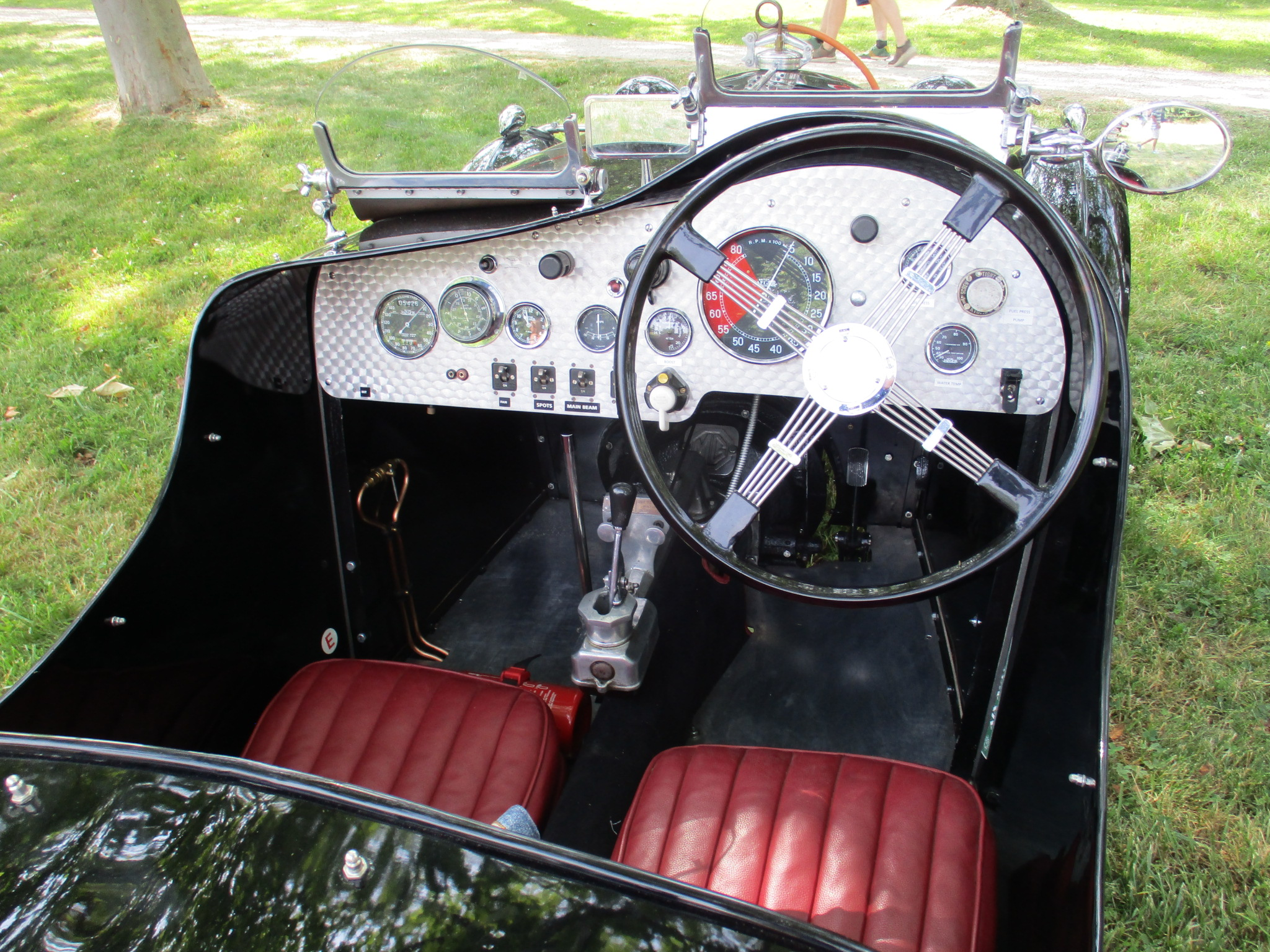
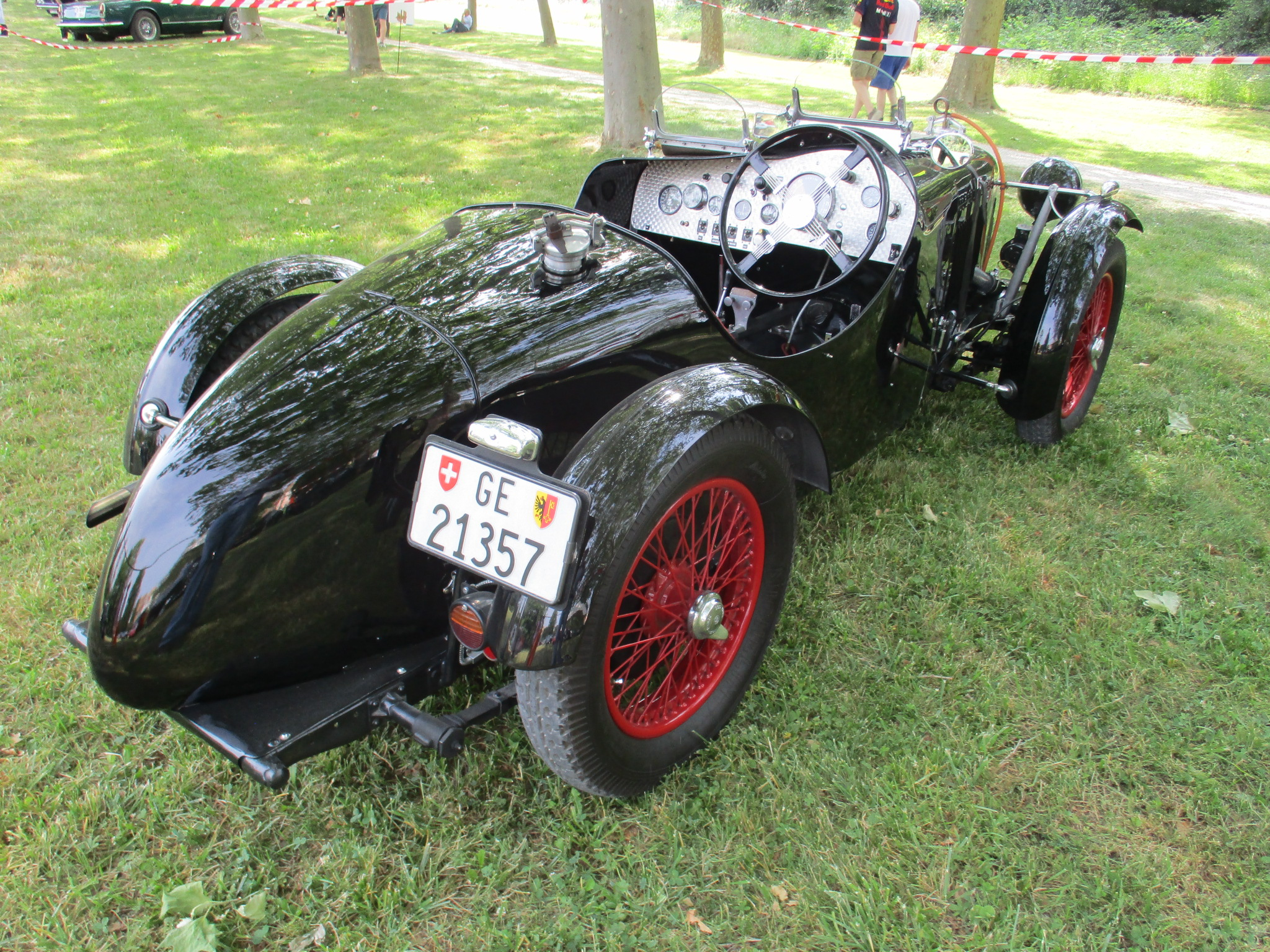

Il n'en fut probablement fait que huit (le journaliste automobile britannique Michael C. Sedgwick (en) en annonce neuf) car la voiture était chère à £550–£650, et le châssis à essieux rigides avait du mal à traiter la puissance du moteur. La version monoplace a réalisé un tour à la vitesse de 196 km/h sur le circuit de Brooklands, pilotée par George Harvey-Noble, et les deux places était capables d'atteindre 190 km/h.